# Panique organisée
 (novembre 2018).
Si vous disposez d'ouvrages ou d'articles de référence ou si vous connaissez des sites web de qualité traitant du thème abordé ici, merci de compléter l'article en donnant les références utiles à sa vérifiabilité et en les liant à la section « Notes et références ».
Albums de Louis Chedid
Ainsi soit-il
(1981) Anne, ma sœur Anne
(1985)
Panique organisée est le septième album studio de Louis Chedid sorti en 1983.

## Titres
| No  | Titre                               | Durée |
| --- | ----------------------------------- | ----- |
| 1.  | Pouvoir pouvoir                     |       |
| 2.  | Dansez                              |       |
| 3.  | Le Chacha de l'insécurité           |       |
| 4.  | La nuit                             |       |
| 5.  | Illusions perdues                   |       |
| 6.  | Les absents ont toujours tort       |       |
| 7.  | Derrière les gens et les visages    |       |
| 8.  | J't'aimerais toujours               |       |
| 9.  | Dans deux mille ans à la même heure |       |
| 10. | Quartz (Instrumental)               |       |